# Ihor Nichenko
Ihor Hryhorovych Nichenko (en russe : Игорь Григорьевич Ниченко) ou Ihor Grygorovytch Nitchenko (en ukrainien : Ігор Григорович Ніченко), né le 18 avril 1971 à Kherson, en RSS d'Ukraine (Union soviétique), est un joueur de football ukrainien, aujourd'hui entraîneur.